# Erik Nordenskiöld
Pour les articles homonymes, voir Nordenskiöld.
Erik Nordenskiöld est un zoologiste et un historien des sciences issu de l'aristocratie  finno-suédoise, né le 23 novembre 1872 à Mäntsälä dans l'Uusimaa et mort le 28 avril 1933.

## Biographie
Erik Nordenskiöld est issu d’une longue lignée de scientifiques, d’explorateurs et de lettrés : son arrière-grand-père était militaire et naturaliste amateur, son grand-père était un minéralogiste et un géologue réputé, son oncle, le baron Adolf Erik Nordenskiöld (1832-1901), était un fameux géologue et explorateur, son père était agronome, l’un de ses frères était professeur de chirurgie à l’université Alexandre d'Helsingfors, un autre y enseignait la littérature contemporaine. La maison familiale possédait un cabinet de curiosités et l’une des plus riches bibliothèques privées du pays.
Il commence à étudier à l’université Alexandre d'Helsingfors en 1890 où il s’intéresse surtout à la géologie et à la zoologie. Il se met aussi à fréquenter la Societas pro Fauna et Flora Fennica. De 1894 à 1920, il fait paraître vingt articles sur des acariens de la famille des Hydrachnidae, il étudie en particulier l’anatomie et la morphologie de tique du genre Ixodes. Il étudie également le système musculaire des papillons.
En 1897, Nordenskiöld étudie à Padoue auprès de Giovanni Canestrini (1835-1900) puis à Leipzig auprès de Rudolf Leuckart (1822-1898), en 1900, en Angleterre et en Écosse, de 1904 à 1906 à Stockholm auprès d’Emil Holmgren (1866-1922), en 1906, à Banyuls-sur-Mer puis à Nancy. De 1909 à 1912, il vit et travaille à Paris, Marbourg et Stockholm.
Reçu docteur en 1899, il devient maître assistant de zoologie à l’université impériale Alexandre où il enseigne divers sujets, principalement sur les invertébrés et notamment les arthropodes. En 1916-1917, il commence à enseigner l’histoire de zoologie. Considérant que la Suède lui offre des conditions de recherche en histoire des sciences plus favorables que la Finlande, devenue indépendante, il part s’y installer en 1918. Il était d’ailleurs marié à une Suédoise (1906) et est naturalisé en 1926. Il enseigne à Stockholm, ses cours portent sur l’histoire de la théorie de l’évolution, les disciples de Carl von Linné (1707-1778) et l’histoire de la définition des espèces.
Sa grande œuvre, Biologins historia (Histoire de la biologie), la première du genre, commence à paraître en 1920 et s’achève quatre ans plus tard. Une traduction en allemand est réalisée dès 1926, en finnois en 1927-1929 et en anglais en 1929. Nordenskiöld fait paraître en suédois plusieurs publications dont un livre sur Francis Bacon (1561-1626). À la fin de sa vie, il signe plusieurs notices biographiques pour le Nordisk familjebok. Il laisse à sa mort un manuscrit sur l’évolution du concept d’espèces de l’Antiquité à nos jours.

## Source
- Nils von Hofsten (1947). Obituary Notice: Erik Nordenskiöld (1872-1933), Isis: International Review devoted to the History of Science and its Cultural Influences, 38 (1/2) : 103-106.  (ISSN 0021-1753)